# Comitatul Hudson, New Jersey
Comitatul Hudson este situat în statul New Jersey, SUA. Acesta ocupă suprafața de 162 km², din care 41 km² este apă. În anul 2000 comitatul avea o populație de 608.975 locuitori, cu o densitate de 5.036 loc./km². Capitala comitatului este Jersey City. Comitatele vecine sunt: Bergen County, Union County și Essex County.

## Date demografice
Evoluția pe ani a numărului populației
- 1840  -  9483
- 1850  -  21822
- 1860  -  62717
- 1870  -  129067
- 1880  -  187944
- 1890  -  275126
- 1900  -  386048
- 1910  -  537231
- 1920  -  629154
- 1930  -  690730
- 1940  -  652040
- 1950  -  647437
- 1960  -  610734
- 1970  -  607839
- 1980  -  556972
- 1990  -  553099
- 2000  -  608975

## Localități
- Bayonne
- East Newark
- Guttenberg
- Harrison
- Hoboken
- Jersey City

- Kearny
- North Bergen
- Secaucus
- Union City
- Weehawken
- West New York

1. ↑   https://www.hudsoncountynj.org/thomas-a-degise-hudson-county-executive/, accesat în 27 noiembrie 2020 Lipsește sau este vid: |title= (ajutor)